# Isabelle Fuhrman
Isabelle Fuhrman (Washington, Columbia kerület, 1997. február 25. –) amerikai színésznő.

## Fiatalkora és családja
A Georgia állambeli Atlantában nőtt fel. Édesanyja, Elina Fuhrman (született Kozmits) újságíró, egykori szovjet-orosz emigráns, aki a CNN-nél dolgozott. Apja, Nick Fuhrman korábbi politikai jelölt és üzleti tanácsadó. Nővére, Madeline Fuhrman énekes és dalszerző. 
A Fuhrman család a kaliforniai Los Angelesben él.
Egy sherman oaks-i exkluzív magániskolába, a Buckley Schoolba járt, valamint tanult a londoni RADA drámaiskolában is. 2015-ben végzett a Stanford Egyetem Online középiskolájában.

## Pályafutása
Fuhrman színészi karrierje 7 éves korában kezdődött. Miközben a lány a nővérére, Madeline-re várt, a Cartoon Network egyik casting rendezője felfigyelt rá és beválogatta a csatorna Cartoon Fridays című műsorába. 2006-ban Grace O'Neilt játszotta az Igazság című televíziós sorozat egyik epizódjában. 2007-ben debütált a filmvásznon a Hounddog című drámában. 2008-ban Gretchen Dennist (vagyis a szellemlányt) alakította a Szellemekkel suttogó című misztikus sorozatban, Jennifer Love Hewitt mellett. Ezért a szerepéért Young Artist-díjra jelölték. 2009-ben kiválasztották Esther szerepére Az árva című horrorfilmbe, Vera Farmiga és Peter Sarsgaard partnereként. Esther karaktere hozta meg számára a valódi ismertséget. Feltűnt több nemzetközi reklámban is, olyan márkákat képviselve, mint a Pizza Hut vagy a Kmart.
2011-ben Angie Vandermeert formálta meg a Larry Beinhart regénye alapján készített Isten ments! című sötét komédiában, melynek premierjére a Sundance Filmfesztiválon került sor. Ebben az alkotásban olyan színészekkel játszott együtt, mint Pierce Brosnan, Marisa Tomei, Greg Kinnear, Jennifer Connelly és Ed Harris. 2012-ben Clove-ot alakította Az éhezők viadalában aki szerepe szerint megpróbálja megölni a főszereplő Katnisst. Isabelle eredetileg Katniss Everdeen szerepére jelentkezett, azonban túl fiatalnak tartották. Visszahívták Clove szerepének meghallgatására, amit végül sikeresen meg is kapott. 2013. május 24-én megkapta Max szerepét Kevin Connolly Kedves Eleanor című rendezésében, melynek premierjére 2016-ban került sor. 2015-ben mellékszerepet alakított a Masters of Sex című drámasorozatban.

## Filmográfia

### Film
| Év   | Cím                                     | Eredeti cím                            | Szerepe                         | Magyar hang   |
| ---- | --------------------------------------- | -------------------------------------- | ------------------------------- | ------------- |
| 2007 |                                         | Hounddog                               | Wanda "Szöcske"                 |               |
| 2009 | Az árva                                 | Orphan                                 | Esther Albright / Leena Klammer | Pekár Adrienn |
| 2010 | Sammy nagy kalandja: A titkos átjáró    | Sammy's Adventures: The Secret Passage | Shelly, a madárfióka (hangja)   | Károlyi Lili  |
| 2011 | Isten ments!                            | Salvation Boulevard                    | Angie Vandermeer                | Laudon Andrea |
| 2011 | Fent, a Pipacs-dombon                   | From Up on Poppy Hill                  | Sora Matsuzaki (hangja)         |               |
| 2012 | Az éhezők viadala                       | The Hunger Games                       | Clove                           | Nyári Liza    |
| 2013 |                                         | Don't Let Me Go                        | Michelle                        |               |
| 2013 | A Föld után                             | After Earth                            | Rayna (cameo)                   |               |
| 2014 | Kinn a vadonban                         | All the Wilderness                     | Val                             |               |
| 2014 | Hókirálynő 2.                           | Snow Queen 2                           | Alfida (hangja)                 | Csondor Kata  |
| 2016 | Mobil                                   | Cell                                   | Alice Maxwell                   | Pekár Adrienn |
| 2016 | Kedves Eleanor                          | Dear Eleanor                           | Max the Wax                     | Csifó Dorina  |
| 2016 |                                         | One Night                              | Bea                             |               |
| 2018 | Sötét folyosók                          | Down a Dark Hall                       | Izzy                            | Pekár Adrienn |
| 2018 |                                         | Good Girls Get High                    | Morgan                          |               |
| 2018 |                                         | Hellbent                               | Danni Frost                     |               |
| 2020 |                                         | The Novice                             | Alex Dall                       |               |
| 2020 |                                         | The Last Thing Mary Saw                | Eleanor                         |               |
| 2021 | Végtelen útvesztő 2. – Bajnokok csatája | Escape Room 2                          | Claire (bővített változat)      |               |
| 2022 | Az árva: Első áldozat                   | Orphan: First Kill                     | Esther Albright / Leena Klammer | Pekár Adrienn |
| 2023 |                                         | Sheroes                                | Ezra                            |               |
| 2024 | Horizont: Egy amerikai eposz            | Horizon: An American Saga – Chapter 1  | Diamond Kittredge               | Nagy Edit     |
| 2024 | Horizont: Egy amerikai eposz – 2. rész  | Horizon: An American Saga – Chapter 2  | Diamond Kittredge               |               |
| 2024 | 234-es egység                           | Unit 234                               | Laurie Saltair                  | Mentes Júlia  |
| 2025 |                                         | Wish You Were Here                     | Charlotte                       |               |

### Televízió
| Év   | Magyar cím                   | Eredeti cím                   | Szerep          | Megjegyzések                   |
| ---- | ---------------------------- | ----------------------------- | --------------- | ------------------------------ |
| 2006 | Igazság                      | Justice                       | Grace O'Neil    | 1 epizód                       |
| 2008 | Szellemekkel suttogó         | Ghost Whisperer               | Gretchen Dennis | 1 epizód                       |
| 2010 |                              | Pleading Guilty               | Carrie          | tévéfilm                       |
| 2011 |                              | The Whole Truth               | Lyric Byrne     | 1 epizód                       |
| 2013 | Kalandra fel!                | Adventure Time                | Shoko (hangja)  | 1 epizód                       |
| 2015 |                              | Masters of Sex                | Tessa Johnson   | visszatérő szereplő (8 epizód) |
| 2021 | Kalandra fel! Távoli világok | Adventure Time: Distant Lands | Shoko (hangja)  | 1 epizód                       |

### Videójátékok
| Év   | Cím                                | Szerep                      |
| ---- | ---------------------------------- | --------------------------- |
| 2007 | Disney Princess: Enchanted Journey | Heroine                     |
| 2012 | Hitman: Absolution                 | Victoria                    |
| 2016 | Let It Die                         | Mushroom Magistrate         |
| 2016 | Sid Meier's Civilization VI        | Quote (technológiai idézet) |